# La Celle-sur-Nièvre
La Celle-sur-Nièvre é uma comuna francesa na região administrativa de Borgonha-Franco-Condado, no departamento Nièvre. Estende-se por uma área de 13,31 km². Em 2010 a comuna tinha 159 habitantes (densidade: 11,9 hab./km²).